# Prosigoj
Prosigoj (serbisch: Просигој, griechisch Προσηγόης) war ein serbischer Fürst von Raszien von um 822 bis vor 836.

## Leben
Prosigoj war ein Sohn von Radoslav, Fürst von Raszien.
Es ist unbekannt, ab wann er herrschte. 822 floh Fürst Ljudevit von Unterpannonien zu den Serben. Es ist nicht klar, ob Prosigoj zu dieser Zeit schon herrschte.
In dieser Zeit gehörten große Teile Dalmatiens zum Herrschaftsgebiet.
Nachfolger wurde sein Sohn Vlastimir, der Begründer der Vlastimirović-Dynastie der serbischen Fürsten und Könige.